# ジャクリーン・スミス
ジャクリーン・スミス（Jaclyn Smith, 1945年10月26日 - ）は、アメリカ合衆国の女優。TVドラマと映画の『チャーリーズ・エンジェル』シリーズで、ケリー・ギャレット役を演じたことで知られる。

## 略歴
テキサス州ヒューストン生まれ。父は歯科医。兄弟は兄が1人。母の希望で、3歳からバレエを習う。パーシング・ジュニア・ハイスクールの課外活動で舞台に立ったのをきっかけに、ヒューストン・コミュニティ演劇学校に通った。テキサス州トリニティ大学卒業後、一時、実家へ戻り、その後ニューヨークでバレエ教室を開催、ハリウッドへ移り住む。
その気品ある美貌からモデルの仕事が次々と舞い込み、8年間で75以上のテレビCMに出演、その後TVドラマの出演依頼も来るようになった。1976年より人気テレビシリーズ『チャーリーズ・エンジェル』に出演し人気を博す。

### 私生活
恋多き女性としても有名で、これまでに3度の離婚歴がある。
乳がんを患った経験がある。

## 出演作品

### 映画
| 公開年 | 邦題 原題                                                               | 役名                         | 備考       |
| ------ | ----------------------------------------------------------------------- | ---------------------------- | ---------- |
| 1970   | 冒険者 The Adventurers                                                  | ベリンダ                     |            |
| 1972   | SFコンピューターマン Probe                                              | スチュワーデス               | テレビ映画 |
| 1980   | ナイトキル Nightkill                                                    | キャサリン・アトウェル       |            |
| 1981   | ジャクリーン・ケネディ物語 Jacqueline Bouvier Kennedy                   | ジャクリーン・ケネディ       | テレビ映画 |
| 1983   | 天使の自立 Rage of Angels                                               | ジェニファー・パーカー       | テレビ映画 |
| 1984   | 新センチメンタル・ジャーニー Sentimental Journey                        | ジュリー・ロス＝ガードナー   | テレビ映画 |
| 1985   | Florence Nightingale                                                    | フローレンス・ナイチンゲール | テレビ映画 |
| 1985   | デジャ・ヴ/夢の女 Déjà Vu                                               | ブルック／マギー             |            |
| 1986   | 運命の扉 Rage of Angels: The Story Continues                            | ジェニファー・パーカー       | テレビ映画 |
| 1988   | 神々の風車 Windmills of the Gods                                        | メアリー・アシュレイ         | テレビ映画 |
| 1988   | スナイパー/狙撃者 The Bourne Identity                                   | マリー                       | テレビ映画 |
| 1990   | ダニエル・スティール/密会 Kaleidoscope                                  | ヒラリー・ウォーカー         | テレビ映画 |
| 1991   | ナイト・トラップ In the Arms of a Killer                                | マリー・クイン               | テレビ映画 |
| 1996   | 過去をえぐる女 My Very Best Friend                                      | ダナ                         | テレビ映画 |
| 1999   | エアスピード Free Fall                                                  | レネ・ブレナン               |            |
| 1999   | 不時着 Three Secrets                                                    | ダイアン                     | テレビ映画 |
| 2003   | チャーリーズ・エンジェル フルスロットル Charlie's Angels: Full Throttle | ケリー・ギャレット           | カメオ出演 |
| 2019   | チャーリーズ・エンジェル Charlie's Angels                               | ケリー・ギャレット           | カメオ出演 |

### テレビシリーズ
| 放映年    | 邦題 原題                                                  | 役名                         | 備考                  |
| --------- | ---------------------------------------------------------- | ---------------------------- | --------------------- |
| 1970      | パートリッジ・ファミリー The Partridge Family              | ティナ                       | 1エピソード           |
| 1973,1975 | 警部マクロード McCloud                                     |                              | 異なる役で2エピソード |
| 1975      | 華麗な探偵ピート&マック Switch                             | アリ                         | 3エピソード           |
| 1976-1981 | チャーリーズ・エンジェル Charlie's Angels                  | ケリー・ギャレット           | 110エピソード         |
| 1984      | ジョージ・ワシントン George Washington                     | サリー・フェアファックス     | ミニシリーズ          |
| 1989-1990 | Christine Cromwell                                         | クリスティーン・クロムウェル | 4エピソード           |
| 2002-2004 | The District                                               | ヴァネッサ・キャヴァナー     | 14エピソード          |
| 2010      | LAW & ORDER:性犯罪特捜班 Law & Order: Special Victims Unit | スーザン・デルジオ           | 1エピソード           |
| 2012      | CSI:科学捜査班 CSI: Crime Scene Investigation              | オリヴィア・ホッジス         | 2エピソード           |